# Anna Sanchis Chafer
Anna Sanchis Chafer (El Genovés, Costera, 18 d'octubre de 1987) és una ciclista professional valenciana, actualment a l'equip Wiggle High5.
Encara que va nàixer a Genovès du des dels 6 anys vivint a Xàtiva. És filla del ciclista professional José Salvador Sanchis amb el que va coincidir ella com a corredora i ell com a director en l'equip Comunitat Valenciana.

## Palmarès
- 2008
  - 1a a Estella
- 2012
  -  Campiona d'Espanya en ruta
  -  Campiona d'Espanya en contrarellotge
  - 1a a la Copa d'Espanya
  - 1a a l'Emakumeen Aiztondo Sari Nagusia
- 2013
  -  Campiona d'Espanya en contrarellotge
- 2015
  -  Campiona d'Espanya en ruta
  -  Campiona d'Espanya en contrarellotge
- 2016
  -  Campiona d'Espanya en contrarellotge